# Phare de Baishamen
 (mars 2023).
Si vous disposez d'ouvrages ou d'articles de référence ou si vous connaissez des sites web de qualité traitant du thème abordé ici, merci de compléter l'article en donnant les références utiles à sa vérifiabilité et en les liant à la section « Notes et références ».
Le phare de Baishamen (en chinois : 白沙门灯塔) est un phare situé sur l'île de Hainan en république populaire de Chine.